# Dear Mr. President (canção)
"Dear Mr. President" é uma canção da cantora estadunidense Pink com participação da dupla Indigo Girls, contida em seu quarto álbum de estúdio, I'm Not Dead. A música é uma carta aberta ao então Presidente dos Estados Unidos, George W. Bush. Sua letra critica várias áreas da administração de Bush e seus mandatos, incluindo a Guerra do Iraque, Lei No Child Left Behind, oposição ao casamento gay e ao movimento pelos direitos dos homossexuais, falta de empatia pelos cidadãos pobres e de classe média e sobre Bush beber e usar drogas na faculdade. Pink sentiu que era uma das canções mais importantes que ela já havia escrito.
Lançado como single em dezembro de 2006, "Dear Mr. President" se tornou um sucesso na Europa e na Austrália. Alcançou o número um na região de Flandres, na Bélgica, por quatro semanas, e na Áustria, por uma semana, ao mesmo tempo que alcançou os cinco primeiros lugares na Austrália, Alemanha e Suíça. Tornou-se o terceiro single mais vendido da Áustria em 2007 e o oitavo single mais vendido da Suíça no mesmo ano.

## Recepção da crítica
A canção recebeu críticas positivas de críticos musicais. Chris Williams, da Entertainment Weekly, descreveu a canção "com sua incongruente preocupação social folkie e linhas de aplausos provocadores de Bush". Natalie Nichols, do Los Angeles Times, disse que Pink toca sua Ani DiFranco interna no confronto "Dear Mr. President". Jon Pareles do The New York Times observou que a canção é bem intencionada, intimidante e que se torna ainda mais sentenciosa.
Barry Walters, da Rolling Stone, elogia Pink por "escrever uma carta mordaz em Dear Mr. President" e "arrulhar harmonias folclóricas justas com as Indigo Girls". Sal Cinquemani escreveu que Pink "habilmente usa as próprias palavras de George W. Bush contra ele, mas empalidece ao lado de 'My Vietnam' do álbum Missundaztood, que, embora escrito sobre suas "guerras" familiares, poderia ser reescrito como um protesto político".

## Formatos e listas de faixas
Single digital
1. "Dear Mr. President" - 4:33
2. "Leave Me Alone (I'm Lonely)" - 3:18
3. "Dear Mr. President" [Live from Wembley Arena] - 4:45
4. "Leave Me Alone (I'm Lonely)" [Live] - 4:44

UK Collector's Set CD1
1. "Dear Mr. President" - 4:33
2. "Dear Mr. President" [Live from Wembley Arena] - 4:45
3. "Leave Me Alone (I'm Lonely) " [Live] - 4:44
4. "Dear Mr. President" [Vídeo] - 5:00

UK Collector's Set CD2
1. "Dear Mr. President" - 4:33
2. "Leave Me Alone (I'm Lonely)" - 3:18
3. "Dear Mr. President" [Live] - 4:45
4. "Live From Wembley Trailer" [Vídeo] - 0:59

Germany Collector's Set CD1
1. "Dear Mr. President" - 4:33
2. "Dear Mr. President" [Live from Wembley Arena] - 4:45
3. "Leave Me Alone (I'm Lonely)" - 3:18
4. "Live From Wembley Trailer" [Vídeo] - 0:59

Germany Collector's Set CD2
1. "Dear Mr. President" - 4:33
2. "Who Knew" [Live From Wembley Arena] - 3:29
3. "Dear Mr. President" [Live from Wembley Arena] - 4:45

Australian Tour Collector's Set CD1
1. "Dear Mr. President" - 4:33
2. "Who Knew" [Live from Wembley Arena] - 3:30
3. "Dear Mr. President" [Live From Wembley Arena] - 4:45
4. "On The Road With Pink" [Vídeo] - 10:00

Australian Tour Collector's Set CD2
1. "Dear Mr. President" - 4:33
2. "U + Ur Hand" [Live from Wembley Arena] - 4:39
3. "Dear Mr. President" [Vídeo] - 5:00
4. "Live From Wembley Trailer" [Vídeo] - 1:00

Remixes
1. Offer Nissim Club Mix
2. Offer Nissim Radio Edit

## Créditos
- Vocal: Pink e Indigo Girls
- Vocais de apoio: Emily Saliers e Amy Ray
- Mixado por: Al Clay
- Pro Tools: Christopher Rojas
- Guitarra: Emily Saliers
- Coordenador de produção: Lana Israel